# Astyanax siapae
Astyanax siapae är en fiskart som beskrevs av Garutti 2003. Astyanax siapae ingår i släktet Astyanax och familjen Characidae. Inga underarter finns listade.